# Nanoindentering
Nanoindentering är en variant av indenteringshårdhetstest där lasten appliceras på en mycket liten volym. Indentering är kanske den vanligaste metoden för att mäta hårdheten hos ett material. Nanoindenteringstekniken utvecklades på mitten av 1970-talet för att mäta hårdheten hos små volymer av material.

## Beskrivning och tillvägagångssätt
Under ett konventionellt indenteringstest (makro- eller mikroindentering), pressas en spets, som är tillverkad av ett mycket hårt material med välkända mekaniska egenskaper (t.ex. diamant), mot ett prov vars mekaniska egenskaper är okända. Lasten som appliceras på indenterns spets ökas så att spetsen penetrerar djupare in i provet tills ett användardefinierat parametervärde nås. Lasten kan då hållas konstant under en period eller gradvis minskas. När lasten har tagits bort, mäts den återstående indenteringens area. Hårdheten, {\displaystyle H}, definieras som den maximala lasten, {\displaystyle P_{max}}, dividerat med den återstående indenteringsarean, {\displaystyle A_{r}}:
{\displaystyle H={\frac {P_{\text{max}}}{A_{\text{r}}}}.}
För de flesta ändamål kan den projicerade arean mätas direkt med hjälp av ett mikroskop. Från ekvationen ovan kan utläsas att en bestämd last kommer att ge en mindre indentering på ett hårt material än på ett mjukt material.
Generellt är indenteringstekniken begränsad på grund av spetsen storlek och form och eftersom indenteringsriggarnas mikroskop ofta har en upplösning som är sämre än reguljärt mikroskop. Därför är koordinaterna där indenteringen ska genomföras mycket svåra att förhandsbestämma på ett precist sätt. Jämfört med makro- och mikroindentering förbättrar nanoindentering hårdhetsmätningen eftersom mätningen görs med en mycket väl definierad spets i nanoskala, hög manipuleringsupplösning för att positionera indenteringarna och genom att förse användaren med last- och positionsdata i realtid medan indenteringen sker.

Figure 1. Graf över last mot position under en instrumenterad nanoindentering